# Nikola Jović
Nikola Jović (cirill: Никола Јовић; Leicester, 2003. június 9. –) angol születésű szerb kosárlabdázó, jelenleg a Miami Heat játékosa a National Basketball Associationben. Annak ellenére, hogy 208 cm és 95 kg, dobóhátvéd és alacsonybedobó posztokon játszik.

## Fiatalkora
Jović a leicesteri Royal Infirmary kórházban született, mikor apja, Ilija, Angliában kosárlabdázott. A kosárlabda mellett vízilabdázó volt gyerekkorában a VK Partizan játékosaként. Jović a KK Sava utánpótláscsapataiban játszott, mielőtt 2018-ban a Mega Basket kosárlabdázója lett volna. A 2020–2021-es Euroleague Basketball Next Generation tornán Belgrádban 29,3 pontot, 10,3 lepattanót, 4,5 gólpasszt és 1,8 blokkot átlagolt úgy, hogy mindössze 28 percet játszott meccsenként, 66%-os dobóhatékonysággal. Ő lett a torna legértékesebb játékosa.

## Pályafutása

### KK Mega Basket
Jović 2021 februárjában mutatkozott be a Mega Basket felnőtt csapatában, a Radivoj Korać Kupában Újvidéken. Március 19-én Jović a Split ellen mutatkozott be az ABA League-ben, 10 pontot és 9 lepattanót szerezve 21 perc alatt. 2021. június 10-én, mindössze egy nappal 18. születésnapja után írta alá első profi szerződését. 2022 áprilisában megnyerte az ABA League Legjobb utánpótlás játékosa díjat.

### NBA
Egy 2021–2022-es NBA-szezon idején, csapatvezetők körében elkészített kutatáson Jović kapta a legtöbb szavazatot a legjobb NBA-n kívül játszó játékos szekcióban. 2022 áprilisában Jović bejelentette, hogy részt fog venni a 2022-es NBA-drafton.

## A válogatottban
Jović-nak ki kellett hagynia a 2019-es U16-os Európa-bajnokságot egy karsérülés miatt.
Tagja volt az U19-es szerb válogatottnak a 2021-es világbajnokságon. Hét mérkőzésen szerepelt, 18,1 pontot, 8,3 lepattanót és 2,9 gólpasszt átlagolva mérkőzésenként. Beválasztották a torna csapatába.
2022 februárjában mutatkozott be a felnőtt válogatottban, a 2023-as világbajnokság selejtezőin, mindössze 18 évesen.

## Statisztika

### NBA
Alapszakasz
| Év        | Csapat     | JM  | KM | JP/M | MG%  | 3P%  | BD%  | LP/M | GP/M | L/M | B/M | P/M  |
| --------- | ---------- | --- | -- | ---- | ---- | ---- | ---- | ---- | ---- | --- | --- | ---- |
| 2022–2023 | Miami Heat | 15  | 8  | 13,6 | .406 | .229 | .947 | 2,1  | 0,7  | 0,5 | 0,1 | 5,5  |
| 2023–2024 | Miami Heat | 46  | 38 | 19,5 | .452 | .399 | .702 | 4,2  | 2,0  | 0,5 | 0,3 | 7,7  |
| 2024–2025 | Miami Heat | 46  | 10 | 25,1 | .456 | .371 | .828 | 3,9  | 2,8  | 0,8 | 0,3 | 10,7 |
| Karrier   | Karrier    | 107 | 56 | 21,1 | .450 | .370 | .804 | 3,8  | 2,2  | 0,7 | 0,3 | 8,7  |

Play-in
| Év      | Csapat     | JM | KM | JP/M | MG%  | 3P%  | BD% | LP/M | GP/M | L/M | B/M | P/M |
| ------- | ---------- | -- | -- | ---- | ---- | ---- | --- | ---- | ---- | --- | --- | --- |
| 2024    | Miami Heat | 2  | 2  | 20,5 | .500 | .400 | —   | 5,5  | 1,0  | 0   | 0,5 | 5,0 |
| Karrier | Karrier    | 2  | 2  | 20,5 | .500 | .400 | —   | 5,5  | 1,0  | 0   | 0,5 | 5,0 |

Rájátszás
| Év      | Csapat     | JM | KM | JP/M | MG%  | 3P%  | BD%  | LP/M | GP/M | L/M | B/M | P/M |
| ------- | ---------- | -- | -- | ---- | ---- | ---- | ---- | ---- | ---- | --- | --- | --- |
| 2023    | Miami Heat | 7  | 0  | 1,8  | .250 | .000 | —    | 0,7  | 0    | 0   | 0   | 0,3 |
| 2024    | Miami Heat | 5  | 5  | 25,7 | .444 | .409 | .857 | 6,6  | 2,2  | 1,0 | 0,6 | 9,4 |
| Karrier | Karrier    | 12 | 5  | 11,7 | .425 | .375 | .857 | 3,2  | 0,9  | 0,4 | 0,3 | 4,1 |